# Etienne De Wilde
Etienne De Wilde (nascido em 23 de março de 1958) é um ex-ciclista profissional belga que competia tanto em provas de estrada, quanto de pista.

## Sydney 2000
Competiu como representante de seu país nos Jogos Olímpicos de Verão de 2000 em Sydney, onde conquistou a medalha de prata na prova madison, formando par com Matthew Gilmore.